# Zamana nigroguttata
Zamana nigroguttata är en fjärilsart som beskrevs av Matsumura. Zamana nigroguttata ingår i släktet Zamana och familjen tandspinnare. Inga underarter finns listade i Catalogue of Life.